# Нестор Серрано
Нестор Серрано (* 1955) — американський актор.

## Неповна фільмографія
- Любов, смерть і роботи — 2019
- Останній корабель — 2016
- Помста — 2014—2015
- Снайпер: Спадщина — 2014
- Перший месник: Друга війна — 2014
- Грейсленд — 2013
- Декстер — 2012
- Банші — 2011
- Батьківщина — 2011
- 90210: Нове покоління — 2010—2011
- Менталіст — 2010
- Чорна мітка — 2010
- Чемпіон — 2010
- Потворна Бетті — 2009
- Гарна дружина — 2009
- Закон і порядок: Злочинні наміри — 2009
- Мертва справа — 2009
- Медіум — 2009
- Межа (телесеріал) — 2008
- Акула — 2008
- Юристи Бостона — 2008
- Закон і порядок — 2008; 2001
- Сутичка — 2007
- Малькольм у центрі уваги — 2007
- Криміналісти: мислити як злочинець — 2006
- Шпигунка — 2005
- 24 — 2005
- Післязавтра — 2004
- Закон і порядок: Спеціальний корпус — 2004; 2000
- CSI: Місце злочину — 2003
- Швидка допомога — 2003
- Клинок Відьом — 2001—2002
- Після шторму — 2001
- Військово-юридична служба — 2000
- Цілком таємно — 1999
- Ранковий випуск — 1999
- Перемовник — 1998
- Мерія - 1996
- Погані хлопці — 1995